# Pleomothra apletocheles
Pleomothra apletocheles är en kräftdjursart som beskrevs av Jill Yager 1989. Pleomothra apletocheles ingår i släktet Pleomothra och familjen Godzilliidae. Inga underarter finns listade i Catalogue of Life.